# 池田市立北豊島中学校
池田市立北豊島中学校（いけだしりつ きたてしまちゅうがっこう）は、大阪府池田市にある公立中学校。2014年4月より、池田市立北豊島小学校、池田市立神田小学校と小中一貫教育を行っている。2020年度より、全員担任制を導入しており、固定担任の廃止や、懇談指名制などを掲げている。

## 沿革
池田市には1947年の学制改革の際、新制中学校として池田市立池田中学校が設置され、池田市全域を通学区域にしていた。
翌1948年に池田中学校の校区を分離する形で、池田市立城南中学校として開校した。その後1952年に現在地に移転し、池田市立北豊島中学校に改称している。
1978年には池田市立石橋中学校を分離している。また1982年には池田市立細河中学校の創立に伴い、周辺中学校で新1年生より校区の変更を実施し、当校の従来の校区の一部を池田市立池田中学校校区へ編入した。

### 年表
- 1948年4月1日 - 池田市立城南中学校として開設。
- 1948年5月10日 - 制服・校章制定。
- 1948年6月1日 - 校歌制定。
- 1948年6月12日 - 池田市立城南中学校として開校式。
- 1950年3月10日 - 校旗制定。
- 1952年6月3日 - 現在地に移転、池田市立北豊島中学校と改称。
- 1978年4月1日 - 池田市立石橋中学校が分離開校。
- 1982年4月1日 - 校区変更。
- 2014年4月1日 - 「きたてしま学園」発足、連携型小中一貫教育開始

## 通学区域
- 神田1〜4丁目、八王子2丁目、荘園1・2丁目、天神1・2丁目、住吉1丁目2〜5・14〜19番、住吉2丁目1〜3・14番、豊島南1・2丁目、豊島北1・2丁目・ダイハツ町[2]。

## 交通
- 阪急宝塚線 石橋阪大前駅 西へ約1.3km。
- 阪急バス 北豊島中学校前・園芸高校前・ダイハツ本社前の各バス停

## 著名な卒業生
- 谷田絹子 - 東洋の魔女 元バレーボール選手オリンピック金メダリスト
- 奥村チヨ - 歌手
- 田中裕子 - 女優
- ユウキロック - お笑い芸人、タレント
- 藤原丈一郎 - アイドル